# 有田修三
有田 修三（ありた しゅうぞう、1951年9月27日 - ）は、山口県宇部市出身の元プロ野球選手（捕手）・コーチ、解説者。
実兄は元広島東洋カープ投手の有田哲三。

## 経歴

### プロ入り前
山口県立宇部商業高等学校の硬式野球部時代に、捕手兼3番打者として活躍。2年時（1968年）夏の全国高等学校野球選手権山口大会では決勝に進んだが、山口県立岩国商業高等学校に敗れた。翌1969年夏の第51回全国高等学校野球選手権大会で阪神甲子園球場に初めて登場したものの、茨城県立取手第一高等学校との1回戦で柴崎孝夫（後に日本石油へ入社）などの投手陣に抑えられた末に初戦敗退を喫した。なお、硬式野球部の1学年後輩には内野手の高月敏文がいて、卒業後に広島へ入団している。
自身は、高校卒業後の1970年に新日本製鐵八幡へ入社。入社3年目の1972年まで、都市対抗野球大会に3年連続で出場した。同年のNPBドラフト会議で、近鉄バファローズから2位で指名。結局、リーグこそ違うものの、実兄の哲三に続いて日本プロ野球（NPB）の選手になった。

### プロ入り後

#### 近鉄バファローズ時代
1974年から一軍に定着し、梨田昌崇の控えながら21試合に先発マスクを被る。
1975年には梨田に代わって正捕手となる。
1976年には2年連続でダイヤモンドグラブ賞を獲得。1976年には初めて規定打席（21位、打率.263）に到達。
1978年まで定位置を守る。
1979年には故障もあって梨田にポジションを譲るが、同年の広島との日本シリーズでは7戦中4戦に出場し、4戦中3戦で先発マスクを被る。10月28日の第2戦（大阪）では7回に江夏豊から試合を決める中越え2ラン本塁打を放ち、リードでも山根和夫と投手戦を繰り広げたエース・鈴木啓示の意地の4安打完封をアシストすると、同31日の第4戦（広島市民）でも梨田の代打で福士明夫から左越えソロ本塁打と活躍。
1980年の広島との日本シリーズでは2試合で先発マスクを被り、10月26日の第2戦（広島市民）では2安打を放つ。
1981年からは指名打者として起用される試合も増えた。
1982年には梨田を上回る66試合に先発マスクを被る。エース・鈴木とのコンビが有名で、温厚なリードの梨田に対し、有田は内角主体の強気なリードで鈴木の持ち味を引き出した。鈴木の登板試合には有田が起用されることが多かったが、有田と梨田は「ありなしコンビ」と呼ばれ、他球団からは「近鉄には正捕手が二人いる」と恐れられ、毎年のように他球団からトレードの打診があった。
1985年のシーズンに鈴木が引退してからは、出場機会が激減。

#### 読売ジャイアンツ時代
1986年、淡口憲治・山岡勝との交換トレードで読売ジャイアンツ（巨人）に移籍した。当時の巨人では正捕手の山倉和博が精彩を欠いていたため、当初は有田を定岡正二と交換することで近鉄と合意。実際にその旨が両球団から発表されていたが、定岡がトレードを拒否したうえで現役引退を表明したため、巨人は交換選手を変更したうえで有田の獲得に漕ぎ着けた。
1986年からは山倉と併用されていたが、山倉がセントラル・リーグのMVPを獲得するほど活躍した1987年には2番手捕手に甘んじていた。
1988年に山倉が故障したことを機に、正捕手の座を確保。移籍後初めて一軍公式戦で2桁本塁打を記録するなど、攻守にわたる活躍でカムバック賞を受賞した。
1989年には、中日ドラゴンズから中尾孝義が移籍したあおりを受けて、レギュラーシーズンの後半から一軍公式戦での出場機会が激減。古巣・近鉄との日本シリーズでは出場資格選手として登録されたものの、トレード相手の淡口とは対照的に出場の機会はなかった。

#### 福岡ダイエーホークス時代
1990年から福岡ダイエーホークスへ移籍し、一軍バッテリーコーチ補佐を兼務。
1991年には古賀英彦が監督を務めるアメリカ1Aのサリナス・スパーズにダイエーの選手5人とヤクルトの選手5人を引率し、アメリカのチームがベンチから捕手にサイン出す事を知る。
1991年限りで現役を引退するが、帰国後には阪神タイガースの中村勝広監督から「ちょっとセンターライン強化したいから、アリ、ウチに入ってくれ」とコーチ就任を打診される。

### 現役引退後
引退後は阪神で一軍バッテリーコーチ（1992年 - 1993年, 1995年）・二軍バッテリーコーチ（1994年）を務め、山田勝彦、関川浩一を育てた。
阪神は1990年・1991年と2年連続最下位でチーム防御率もリーグワーストの投手陣を再建すべく、近鉄時代にコーチ・選手の関係であった大石清一軍投手コーチが各投手の心技体を向上させていく一方、有田は作戦面を担当。対戦相手のデータを全て見て分析し、打者一人ひとりの攻め方などをミーティングでバッテリーに伝えたほか、バッテリーの個別ミーティングを導入するなど作戦面から改め、中村からは「ワシの横におってくれ。それで何かアドバイスくれ」、大石からは「ワシの横に絶対座っとってくれ」と言われるなど信頼される。山田がマスクを被った際には大事な所でベンチからサインを出し、前年リーグ唯一の4点台であったチーム防御率を、リーグ1位で唯一の2点台となる2.90へと一気に好転させた。当時スライダーを投げていなかった仲田幸司に巨人時代、同じ左腕の宮本和知にスライダーを勧めた時と同様の使い方を伝授。山田と共にスライダーを使う場面と使う意図を説明し、持ち上げられた上に新球がはまり、仲田は5月に5勝を挙げて月間MVPを受賞、前半戦だけで9勝を挙げる活躍を見せた。有田は大半が年上でも監督・コーチ会議では平気で意見でき、山本晴三トレーニングコーチに「もっと走らせんかい!」など言い、グラスや靴が飛んできた。かなり怒る大石には「とにかく怒るのやめよう」「おだてよう」と言った。中村にも真正面から反論でき、5月に新庄剛志の一軍昇格が検討された時に中村は「まだ早い。生意気だし格好も派手。もう少し勉強させないと」と言ったが、有田を含むコーチ全員で「新庄を上げよう。絶対に活躍する」と進言したため、中村は渋々昇格させた。優勝争いの最中にはコーチの進言がまったく通らない時があり、勝てば阪神が有利になる10月7日のヤクルト戦では3-1と阪神リードで迎えた9回裏に先発の中込伸が一死一、三塁とすると中村が動き、湯舟敏郎をマウンドに送った。田村勤が左肘の故障で離脱して以降、抑えは固定せず、実績ある中西清起が代役を務めたほか、先発の仲田も兼務していた。中村は「今いちばん安定している」と湯舟にも兼務させようとしたが、有田は中村や大石と話している時に「湯舟は気が強くないから、絶対、抑えで使わんで」と反対したが、中村は湯舟を起用し、湯舟は四球、四球で押し出しとなる。有田は大石と共に「ほれ見い」と言ったが、満塁になった時に中村が「ちょっとマウンドに行って来てよ」と大石に言った際、反対していた大石は「あんたが行けよ」と返した。両者の間に深い溝ができ、オフに大石は二軍に配置転換され、その試合は湯舟に代わった中西が打たれてサヨナラ負けを喫す。10月1日の中日戦では1-1の同点で迎えた延長10回裏、中日の攻撃、二死一、二塁の場面で代打の矢野輝弘が打席に入った。一打サヨナラの場面でマウンド上の左腕猪俣隆はテンポよく投げて1ボール2ストライクと追いこみ、有田は「インコースに真っすぐ」のサインを山田に出したが、猪俣がマウンドを外した。ナックルフォークのような球をよく投げていた猪俣に「それ投げたいんやろな」と思ってサインを変えたが、三塁線に打たれてサヨナラ負けを喫す。
1996年には現役時代のチームメイトでたった佐々木恭介監督からの招聘を受け、古巣の近鉄に一軍バッテリーコーチとして復帰。在任中は現役時代の強気のリードを礒部公一・的山哲也などの若手捕手に伝授した末に、的山を一軍の正捕手格に育て上げ、古久保健二・光山英和・藤井彰人も育てた。1999年退任。
2000年から2011年には朝日放送・サンテレビ解説者として活動し、一時期はプロ野球マスターズリーグ「大阪ロマンズ」にも参加。ABCラジオではメインカードである阪神戦の中継に加えて、ビジターチームの地元局向けに裏送り方式で制作している関西圏開催のパ・リーグ公式戦（主に近鉄やオリックスの主管試合）の中継にも随時登場。道上洋三などの番組出演者や阪神ファンなどから「予言者」「断言解説（者）」と呼ばれるほど、出演番組・中継では投手の配球や試合・シーズンの流れを的確に予想していた。
2012年には阪神ヘッドコーチとして、NPBの現場へ13年ぶり、阪神への17年ぶり復帰であったが、レギュラーシーズンを5位で終えたことなどを受けて1年限りで退任。
2013年から2021年まで、夫人との居酒屋の経営と並行して朝日放送（朝日放送テレビ）・サンテレビの解説者を再び務めていた。

## 選手としての特徴
現役時代に監督だった西本幸雄は梨田を「打ち取ったら投手のおかげ、打たれたら捕手のリードのせいと投手を立てるタイプ」、有田を「打ち取ったら捕手のリードのおかげ、打たれたらコントロールミスした投手のせいと我の強いタイプ」というように評した。「自信を持って投げ込んだ球なら、少々コースが甘くても打たれない」が持論であり、“強気のリード”の有田の個性をよく表している。
4歳年上の我の強いエース・鈴木啓示とは我の強いもの同士、反発しあって合わないのではないかと周囲は心配していたというが、後年では鈴木の登板する試合は必ず有田が起用されることとなった。当初鈴木はサインに首を振って打たれると文句を言ってくる有田をあまり好ましく思っていなかったが、たまたま鈴木の投げた試合に有田が起用された時に2ストライク後の決め球として有田がアウトコース低めに落ちるシュートを要求し、ストレートを投げたかった鈴木は驚いたが、言う通りに投げた鈴木は結果その打者を空振り三振に打ち取った。その時に鈴木は「こういうリードもあるのか」と感心。その後有田に対しての認識を改めて「一本調子になりがちな自分を戒めるリードをする有田を自分の投げる試合の捕手に指名した」と鈴木本人が語っている。有田は鈴木に「何してんねん！　しっかり投げや！」と叱咤していた。
巨人時代の1986年8月7日、槙原寛己とバッテリーを組んで完封勝ちして以降、コンビを組む機会が増えた。困ったら外角という山倉和博と比べて、強気に内角を攻めるリードが新鮮だったと槙原は語っている。また、槙原以外にも加藤初とのバッテリーを組むことも多かった。

## 詳細情報

### 年度別打撃成績
| 年 度      | 球 団      | 試 合 | 打 席 | 打 数 | 得 点 | 安 打 | 二 塁 打 | 三 塁 打 | 本 塁 打 | 塁 打 | 打 点 | 盗 塁 | 盗 塁 死 | 犠 打 | 犠 飛 | 四 球 | 敬 遠 | 死 球 | 三 振 | 併 殺 打 | 打 率 | 出 塁 率 | 長 打 率 | O P S |
| ---------- | ---------- | ----- | ----- | ----- | ----- | ----- | -------- | -------- | -------- | ----- | ----- | ----- | -------- | ----- | ----- | ----- | ----- | ----- | ----- | -------- | ----- | -------- | -------- | ----- |
| 1973       | 近鉄       | 17    | 6     | 5     | 0     | 1     | 0        | 0        | 0        | 1     | 0     | 0     | 0        | 0     | 0     | 1     | 0     | 0     | 2     | 0        | .200  | .333     | .200     | .533  |
| 1974       | 近鉄       | 75    | 85    | 79    | 6     | 13    | 3        | 0        | 2        | 22    | 7     | 0     | 1        | 2     | 0     | 3     | 0     | 1     | 6     | 2        | .165  | .205     | .278     | .483  |
| 1975       | 近鉄       | 112   | 363   | 320   | 33    | 83    | 13       | 0        | 7        | 117   | 28    | 1     | 1        | 16    | 1     | 25    | 0     | 1     | 30    | 3        | .259  | .314     | .366     | .680  |
| 1976       | 近鉄       | 124   | 418   | 365   | 38    | 96    | 14       | 1        | 6        | 130   | 40    | 1     | 1        | 9     | 7     | 36    | 0     | 1     | 45    | 13       | .263  | .325     | .356     | .681  |
| 1977       | 近鉄       | 96    | 279   | 234   | 25    | 53    | 10       | 0        | 4        | 75    | 24    | 4     | 0        | 4     | 1     | 33    | 0     | 7     | 39    | 10       | .226  | .338     | .321     | .659  |
| 1978       | 近鉄       | 114   | 376   | 318   | 36    | 82    | 10       | 1        | 10       | 124   | 43    | 2     | 1        | 6     | 3     | 46    | 1     | 3     | 44    | 8        | .258  | .354     | .390     | .744  |
| 1979       | 近鉄       | 58    | 108   | 96    | 13    | 26    | 4        | 0        | 8        | 54    | 24    | 0     | 1        | 1     | 2     | 9     | 0     | 0     | 15    | 4        | .271  | .327     | .563     | .890  |
| 1980       | 近鉄       | 95    | 256   | 204   | 30    | 63    | 5        | 0        | 16       | 116   | 37    | 2     | 2        | 5     | 1     | 44    | 1     | 2     | 38    | 8        | .309  | .434     | .569     | 1.003 |
| 1981       | 近鉄       | 95    | 280   | 237   | 25    | 58    | 9        | 1        | 7        | 90    | 31    | 0     | 4        | 3     | 2     | 36    | 0     | 2     | 49    | 11       | .245  | .347     | .380     | .726  |
| 1982       | 近鉄       | 96    | 312   | 265   | 35    | 59    | 9        | 1        | 12       | 106   | 30    | 4     | 2        | 3     | 1     | 42    | 2     | 1     | 66    | 11       | .223  | .330     | .400     | .730  |
| 1983       | 近鉄       | 77    | 220   | 185   | 28    | 43    | 2        | 0        | 17       | 96    | 33    | 0     | 1        | 4     | 1     | 26    | 0     | 4     | 51    | 4        | .232  | .338     | .519     | .857  |
| 1984       | 近鉄       | 72    | 252   | 222   | 29    | 46    | 7        | 0        | 14       | 95    | 43    | 1     | 1        | 3     | 0     | 26    | 1     | 1     | 45    | 11       | .207  | .293     | .428     | .721  |
| 1985       | 近鉄       | 44    | 101   | 81    | 11    | 21    | 1        | 0        | 4        | 34    | 17    | 0     | 0        | 3     | 1     | 16    | 0     | 0     | 32    | 3        | .259  | .378     | .420     | .797  |
| 1986       | 巨人       | 68    | 173   | 144   | 17    | 31    | 2        | 0        | 7        | 54    | 20    | 1     | 0        | 3     | 2     | 24    | 6     | 0     | 43    | 4        | .215  | .324     | .375     | .699  |
| 1987       | 巨人       | 30    | 40    | 37    | 4     | 6     | 0        | 0        | 2        | 12    | 5     | 0     | 0        | 0     | 0     | 2     | 0     | 1     | 11    | 2        | .162  | .225     | .324     | .549  |
| 1988       | 巨人       | 74    | 229   | 202   | 22    | 59    | 8        | 0        | 12       | 103   | 40    | 0     | 2        | 3     | 3     | 21    | 4     | 0     | 37    | 5        | .292  | .354     | .510     | .864  |
| 1989       | 巨人       | 30    | 74    | 64    | 2     | 15    | 3        | 0        | 0        | 18    | 5     | 0     | 0        | 0     | 0     | 10    | 4     | 0     | 18    | 3        | .234  | .338     | .281     | .619  |
| 1990       | ダイエー   | 36    | 39    | 33    | 2     | 8     | 0        | 2        | 0        | 12    | 3     | 0     | 0        | 1     | 0     | 5     | 0     | 0     | 11    | 0        | .242  | .342     | .364     | .706  |
| 通算：18年 | 通算：18年 | 1313  | 3611  | 3091  | 356   | 763   | 100      | 6        | 128      | 1259  | 430   | 16    | 17       | 66    | 25    | 405   | 19    | 24    | 582   | 102      | .247  | .336     | .407     | .744  |

### 年度別守備成績
| 年 度 | 球 団    | 捕手  | 捕手     | 捕手     | 捕手     | 捕手     | 捕手 |
| 年 度 | 球 団    | 試 合 | 企 図 数 | 許 盗 塁 | 盗 塁 刺 | 阻 止 率 |      |
| ----- | -------- | ----- | -------- | -------- | -------- | -------- | ---- |
| 1973  | 近鉄     | 11    | 6        | 3        | 3        | .500     |      |
| 1974  | 近鉄     | 74    | 41       | 27       | 14       | .341     |      |
| 1975  | 近鉄     | 112   | 106      | 61       | 45       | .425     |      |
| 1976  | 近鉄     | 124   | 97       | 45       | 52       | .536     |      |
| 1977  | 近鉄     | 82    | 66       | 50       | 16       | .242     |      |
| 1978  | 近鉄     | 102   | 95       | 61       | 34       | .358     |      |
| 1979  | 近鉄     | 37    | 26       | 17       | 9        | .346     |      |
| 1980  | 近鉄     | 46    | 34       | 26       | 8        | .235     |      |
| 1981  | 近鉄     | 39    | 26       | 21       | 5        | .192     |      |
| 1982  | 近鉄     | 69    | 62       | 36       | 26       | .419     |      |
| 1983  | 近鉄     | 49    | 53       | 36       | 17       | .321     |      |
| 1984  | 近鉄     | 68    | 62       | 39       | 23       | .371     |      |
| 1985  | 近鉄     | 28    | 22       | 21       | 1        | .045     |      |
| 1986  | 巨人     | 62    | 40       | 34       | 6        | .150     |      |
| 1987  | 巨人     | 29    | 15       | 12       | 3        | .200     |      |
| 1988  | 巨人     | 68    | 56       | 43       | 13       | .232     |      |
| 1989  | 巨人     | 24    | 28       | 18       | 10       | .357     |      |
| 1990  | ダイエー | 25    | 15       | 11       | 4        | .267     |      |
| 通算  | 通算     | 1049  | 850      | 561      | 289      | .340     |      |

- 太字年はダイヤモンドグラブ賞の受賞

### 表彰
- ダイヤモンドグラブ賞：2回 （1975年、1976年）
- カムバック賞 （1988年）
- パ・リーグプレーオフ敢闘賞：1回 （1975年）

### 記録
初記録
- 初出場：1973年5月17日、対南海ホークス前期4回戦（日生球場）、9回表に捕手として出場
- 初安打：1973年10月7日、対太平洋クラブライオンズ後期13回戦（平和台球場）、5回表に石井茂雄から中前安打
- 初先発出場：1973年10月12日、対ロッテオリオンズ後期12回戦（宮城球場）、8番・捕手として先発出場
- 初打点：1974年4月20日、対阪急ブレーブス前期1回戦（藤井寺球場）、2回裏に竹村一義から左越適時二塁打
- 初本塁打：1974年6月6日、対日本ハムファイターズ前期13回戦（日生球場）、3回裏に新美敏から

節目の記録
- 1000試合出場：1984年7月5日、対日本ハムファイターズ16回戦（後楽園球場）、7番・捕手として先発出場　※史上248人目
- 100本塁打：1984年8月24日、対阪急ブレーブス21回戦（阪急西宮球場）、9回表に宮本四郎から左越ソロ　※史上135人目

その他の記録
- オールスターゲーム出場：2回 （1976年、1978年）

### 背番号
- 24 （1973年 - 1985年）
- 9 （1986年 - 1989年）
- 22 （1990年 - 1991年）
- 77 （1992年 - 1999年、2012年）

## 関連情報

### 出演
- スーパーベースボール
- サンテレビボックス席（出向）
- ABCフレッシュアップベースボール

以下はABCラジオのナイターオフ番組で、最初の解説者時代に出演。
- 元気イチバン!!ぶっちぎりプレイボール 金曜日（2009年度まで）
- 有修・楠の任せんかい（2010年度）

以下はABCラジオ2011年度のナイターオフ番組。放送開始後に阪神一軍ヘッドコーチへの就任が決まったため、同年末まで出演。
- スポーツにぴたっと。 金曜日（『元気イチバン!!ぶっちぎりプレイボール』の後番組、2011年11月～12月30日）
- サタデースポーツスペシャル～有田修三のアリトーク～

以下はABCラジオのナイターオフ番組で、2度目の解説者時代に出演。
- 武田和歌子のぴたっと。[8]"後半戦" 金曜日（2015年度）
- 堀江政生のほり×ナビ第1部 金曜日（2016年度）
- 伊藤史隆のラジオノオト18時台 金曜日（2017年度以降）